# 1989年8月逝世人物列表
1989年逝世人物列表：1月 - 2月 - 3月 - 4月 - 5月 - 6月 - 7月 - 8月 - 9月 - 10月 - 11月 - 12月
1989年8月逝世人物列表，是用於匯總1989年8月期間逝世人物的列表。

## 依日期排序

### 1日
- 路易士·多利維特（Louis Dolivet），81歲，出生於奧匈帝國的法國電影製片人，被指控為蘇聯間諜，自由世界的編輯。
- 唐·赫夫納，78歲，美國職業棒球大聯盟球員（聖路易士布朗隊）。[1]
- John Hirsch，59歲，匈牙利出生的加拿大戲劇導演（皇家曼尼托巴劇院中心），愛滋病。[2]
- 约翰·奥格登（John Ogdon），52歲，英國鋼琴家和作曲家，肺炎。[3]

### 2日
- Luiz Gonzaga，76歲，巴西歌手和詞曲作者。[4]

### 3日
- Dominic Behan，60 歲，愛爾蘭作家、詞曲作者和歌手（愛國遊戲），胰腺癌。[5]
- Antonia Brico，87歲，荷蘭出生的美國指揮家和鋼琴家。[6]
- William Larimer Mellon Jr.，79歲，美國慈善家和醫生，癌症和帕金森病。[7]
- 佩吉·蒙哥馬利（Peggy Montgomery），84歲，美國無聲銀幕女演員（亞利桑那日）。
- Egon Orowan，87歲，匈牙利裔英國物理學家和冶金學家（晶體位錯）。[8]
- 科爾斯頓·威斯布魯克（Colston Westbrook），51歲，美國教師和語言學家，癌症。[9]

### 4日
- 保羅·巴菲（Paolo Baffi），77歲，義大利銀行家和經濟學家，意大利银行行長。[10]
- 莫裡斯·科爾伯恩，49歲，英國演員（Howards' Way），心臟病發作。[11]
- 傑弗里·克洛斯（Geoffrey Cross），84歲，英國大律師和法官，常任上訴法官。[12]
- 保羅·默里，77歲，美國漫畫家和漫畫家（迪士尼漫畫）。
- 拉裡·帕恩斯（Larry Parnes），59歲，英國流行音樂經理，腦膜炎。
- Taghi Riahi，78歲，伊朗伊斯兰共和国军队的伊朗軍官。
- W. 華萊士·史密斯，88歲，耶穌基督後期聖徒教會會長約瑟·斯密的美國孫子。[13]

### 5日
- 約翰·金納德，52歲，美國社會活動家和牧師，阿納科斯蒂亞博物館館長，骨髓纖維化。[14]
- 约翰·拉森（John Larsen），75歲，挪威步槍射擊運動員和奧運會金牌得主。[15]
- Max Macon，73歲，美國職業棒球大聯盟球員（洛杉矶道奇）。[16]
- 海倫·湯瑪斯（Helen Thomas），22歲，威爾士和平活動家（格林漢姆公共婦女和平營），被警車撞倒。[17]
- 斯泰西·托蘭，27歲，美國 NFL 橄欖球運動員（拉斯维加斯突袭者隊），車禍。[18]

### 6日
- Hubert Beuve-Méry，87歲，法國記者兼世界報編輯，跌倒併發症。[19]
- Beattie Casely-Hayford，67歲，迦納國家舞蹈團創始人，迦納廣播公司董事。
- 唐·克拉克，65歲，美式足球運動員和教練（舊金山49人），心臟病發作。[20]
- 納特·萊文（Nat Levine），90歲，美國電影製片人（Mascot Pictures）。[21]
- P.R. Olgiati，87歲，美國政治家，查塔努加市長。[22]
- 弗蘭克·辛科維茨，66歲，美國 NFL 足球運動員（匹兹堡钢人）和裁判。[23]

### 7日
- 萊奧波爾多·桑切斯·塞利斯（Leopoldo Sánchez Celis），73歲，墨西哥政治家，錫那羅亞州州長。
- Gerhard de Kock，63歲，南非储备银行行長，結腸癌。[24]
- 羅伯特·賈尼（Robert Jani），55歲，美國活動製作人，盧賈里克病。[25]
- 米奇·利蘭（Mickey Leland），44歲，美國政治家，反貧困活動家，美國眾議院議員，飛機失事。[26]
- 羅伯特·史蒂文斯，68歲，美國電視和電影導演（懸疑），跳動后心臟病發作。[27]
- Mira Trailović，65歲，塞爾維亞戲劇編劇和戲劇導演，Atelje 212 的聯合創始人，癌症。[28]

### 8日
- 阿馬多爾·本達揚，68歲，委內瑞拉演員和藝人（Sábado Sensacional）。[29]
- Irving Cottler，71歲，美國打擊樂手，心臟病發作。[30]
- 罗伯特·卡斯克，68歲，美國中世紀文學教授，腦瘤。[31]
- Enrico Lorenzetti，78歲，義大利大獎賽摩托車公路賽車手，250 cc 世界錦標賽冠軍。[32]
- 布賴恩·內勒（Brian Naylor），66歲，英國賽車手，划船事故。[33]
- 鮑比·奧克斯普林（Bobby Oxspring），70歲，英國皇家空軍軍官，二戰期間的王牌飛行員。[34]
- 喬治·帕普，73歲，美國漫畫家（Superboy）。
- 瑪麗·佩平（Mary Peppin），76歲，英國雙胞胎姐妹鋼琴二重奏組的一半成員，市政廳音樂及戲劇學院（Guildhall School of Music）的鋼琴教師。
- 奧黛麗·拉塞爾（Audrey Russell），83歲，英國 BBC 電台記者和戰地記者，阿爾茨海默病。[35]
- Maja Sacher，93歲，瑞士藝術收藏家和慈善家。[36]
- László Willinger，80歲，德國出生的美國攝影師，心力衰竭。[37]

### 9日
- 理查·亞歷山大，86歲，美國電影演員。
- K. Gunaratnam，72歲，斯裡蘭卡電影製片人，被謀殺。[38]
- 鄧肯·麥克弗森（Duncan MacPherson），23歲，加拿大冰球運動員，屍體在融化的冰川中被發現。[39]
- 凱薩琳·馬奎爾，63歲，美國女演員（布谷鳥的時光、風中的火焰），食道癌。[40]
- Eckart Muthesius，85歲，德國建築師和室內設計師（Manik Bagh 宮殿）。[41]
- Morris Shenker，82歲，美國律師，因與吉米·霍法有聯繫而聞名，肺炎。[42]

### 10日
- H. Montgomery Hyde，81歲，愛爾蘭大律師、政治家和作家，國會議員。[43]
- 喬治·伊格納季耶夫（George Ignatieff），75歲，俄羅斯出生的加拿大外交官，駐聯合國大使。[44]
- 皮埃爾·馬蒂斯（Pierre Matisse），89歲，法國出生的美國藝術品轉銷商。[45]

### 11日
- Ghaus Bakhsh Bizenjo，69-72歲，巴基斯坦政治家，俾路支省省長。
- 小比爾·科迪，64歲，美國童星，自殺。[46]
- 羅伯特·萊弗林（Robert W. Levering），74歲，美國律師和政治家，美國眾議院議員。[47]
- 約翰·梅隆，55歲，澳大利亞演員（鱷魚先生、第四個願望），肝硬化。[48]
- 桑尼·湯普森，72歲，美國 R&B 樂隊領隊和鋼琴家（“Late Freight”）。
- 理查·沃德（Richard Ward），71歲，英國陸軍上將，駐香港英軍司令。[49]

### 12日
- Mo Anthoine，50歲，英國登山家，腦瘤。[50]
- 埃米爾·埃斯汀·埃文斯（Emyr Estyn Evans），84歲，威爾士地理學家和考古學家。[51]
- 亨利·高茨（Henri Goetz），79歲，美國出生的法國畫家，法國抵抗運動成員。
- 利勒比爾·易卜生，90歲，挪威舞蹈家和女演員（紅人體模特）。[52]
- 撒母耳·奧克瓦拉吉，25歲，奈及利亞國際足球運動員（尼日利亞國家足球隊），肥厚型心肌病。[53]
- 威廉·肖克利，79歲，美國物理學家，諾貝爾物理學獎獲得者（肖克利二極體），優生學家，前列腺癌。[54]
- 奧爾加·維利（Olga Villi），67歲，義大利模特和女演員（鳥、蜜蜂和義大利人）。[55]

### 13日
- Willy De Bruyn，75歲，比利時跨性別自行車手。[56]
- 雨果·德爾·卡里爾，76歲，阿根廷演員、導演和探戈歌手（Las Aguas Bajan Turbias）。
- 羅爾達諾·盧皮（Roldano Lupi），80歲，義大利電影演員。[57]
- 蒂姆·里士滿（Tim Richmond），34歲，美國賽車手，愛滋病患者。[58]
- 拉金·史密斯（Larkin I. Smith），45歲，美國政治家，美國眾議院議員，飛機失事。[59]

### 14日
- 羅伯特·B·安德森（Robert Bernard Anderson），79歲，美國政治家、海軍和財政部長，喉癌。[60]
- 瑞奇·貝瑞，24歲，美國 NBA 籃球運動員（沙加緬度國王），自殺。[61]
- Dove-Myer Robinson，88歲，紐西蘭奥克兰市长。[62]

### 15日
- William Sydney Atkins，87歲，阿特金斯工程諮詢公司的英國創始人。[63]
- 艾伯华（Wolfram Eberhard），80歲，出生於德國的土耳其裔美國人社會學教授。[64]
- 源田实（Minoru Genda），84歲，日本海軍將軍，因策劃襲擊珍珠港而聞名，也是一位政治家。[65]
- 埃爾維·卡勒普（Elvy Kalep），90歲，愛沙尼亞飛行員，該國第一位女飛行員。[66]
- 海因里希·克朗，93歲，德國政治家，聯邦議院議員。
- 厄爾·魯斯，73歲，美國政治家、美國眾議院議員、美屬薩摩亞州長。[67]
- Thrasyvoulos Tsakalotos，92歲，希臘陸軍上將、希臘陸軍總參謀長、駐南斯拉夫大使。

### 16日
- Jean-Hilaire Aubame，76歲，加彭政治家，加彭外交部長。[68]
- 阿曼達·布萊克（Amanda Blake），60歲，美國女演員（荒野大鏢客），愛滋病。[69]
- 唐納德·弗蘭德（Donald Friend），74歲，澳大利亞藝術家和日記作者，小販。[70]
- 安東·尼爾森，101歲，瑞典恐怖分子和被定罪的殺人犯。

### 17日
- 傑克·克裡斯曼，61歲，美國飆車手。
- Harry Corbett，71歲，英國魔術師、木偶師和電視節目主持人（Sooty）。[71]
- Stavro Skëndi，83-84歲，阿爾巴尼亞裔美國語言學家和歷史學家，帕金森病。[72]
- 弗雷德·弗蘭克豪斯，85歲，美國職業棒球大聯盟（亞特蘭大勇士）。[73]
- 劳伦斯·史蒂文斯，76歲，南非拳擊手和奧運會金牌得主。

### 18日
- 羅伯特·巴克納（Robert Buckner），83歲，美國編劇和短篇小說作家（道奇城、勝利之歌）。[74]
- 路易士·卡洛斯·加蘭（Luis Carlos Galan），45歲，哥倫比亞政治家，遇刺身亡。[75]
- 古關裕而，80歲，日本歌曲和電影配樂作曲家（露营之歌、長崎之鐘）。
- Imre Németh，71歲，匈牙利鏈球運動員和奧運會金牌得主。[76]
- 伯特·奧斯特博斯（Bert Oosterbosch），32歲，荷蘭賽車手，心臟驟停。[77]
- Waldemar Franklin Quintero，48歲，哥倫比亞員警，國家員警指揮官，被暗殺。[78]
- 克裡斯西·懷特，94歲，英國無聲銀幕女演員（歐內斯特·布利斯先生的奇妙探索），心臟病發作。[79]

### 19日
- 老阿爾弗雷多·蒙特利巴諾（Alfredo Montelibano Sr.），83歲，菲律賓政治家、國防部長、內格羅斯島和錫基霍爾群島總督。
- 韋恩·摩爾，44歲，美國 NFL 足球運動員（迈阿密海豚），心臟病發作。[80]
- 約瑟夫·佩奇曼（Joseph A. Pechman），71歲，美國經濟學家和稅務學者，美國經濟學會主席，心臟病發作。[81]

### 20日
- 喬治·亞當森（George Adamson），83歲，英國野生動物保護主義者和肯亞作家（母獅艾爾莎（Elsa）），被謀殺。[82]
- 克拉倫斯·格拉肯（Clarence Glacken），80歲，美國地理學教授。[83]
- H. B. Halicki，48歲，美國導演、特技司機和演員（60秒消失），拍攝時發生事故。[84]
- 約瑟夫·拉謝爾，89歲，美國電影攝影師（罗娜秘记）。[85]
- 天龍三郎，85歲，日本相撲選手（俊壽園事件）。
- Syd van der Vyver，69歲，南非賽車手。

### 21日
- William F. Bolger，66歲，美國郵政局長，美國航空協會主席。[86]
- 斯科特·芬頓，24歲，澳大利亞 NBL 籃球運動員（悉尼超音速隊、珀斯野貓隊），車禍。[87]
- Heikki H. Herlin，88歲，芬蘭工程師，通力電梯經理。
- Otto Schulz-Kampfhenkel，78歲，德國地理學家、探險家、作家和電影製片人
- Raul Seixas，44歲，巴西搖滾歌手、詞曲作者和製作人，心臟驟停。
- 菲利斯·特雷爾（Phyllis Terrell），91歲，美國女權主義者和民權活動家。
- 泰德·威爾克斯，73歲，美國職業棒球大聯盟球員（聖路易紅雀）。[88]

### 22日
- 查理斯·希爾，85歲，英國醫生和政治家，國會議員。[89]
- Sunbeam Mitchell，82歲，美國商人，酒店和夜總會老闆，心臟病發作。
- 休伊·牛頓，47歲，美國政治活動家，黑豹党創始人，疑似兇手，被謀殺。[90]
- Krishnarao Shankar Pandit，96歲，印度音樂家。
- 格哈德·萊因哈特（Gerhard Reinhardt），73歲，東德政治家和德国抵抗运动戰士。
- 戴安娜·弗里蘭德（Diana Vreeland），85歲，美國時尚專欄作家和編輯，Vogue主編，心臟病發作。[91]

### 23日
- 穆罕默德·阿卜杜勒-哈伊（Mohammed Abdul-Hayy），45歲，蘇丹詩人。
- PO Ackley，86歲，美國槍匠。
- 阿爾·卡斯，65歲，美國音樂家和音樂發明家。[92]
- 沃爾特·德索薩（Walter de Sousa），68歲，出生於烏干達的印度曲棍球運動員和奧運會金牌得主。[93]
- 卡塔琳娜·雅各（Katharina Jacob），82歲，反納粹德國抵抗運動成員。
- R. D. Laing，61歲，蘇格蘭精神病學家（精神病、精神分裂症），心臟病發作。[94]
- Nebojša Mitrić，58歲，南斯拉夫雕塑家和畫家，自殺。[95]

### 24日
- 雅克·戈德霍特（Jacques Godechot），82歲，法国大革命的法國歷史學家。[96]
- 瑪喬麗·普拉特，89歲，英國貴族。
- Feliks Topolski，82歲，波蘭出生的英國表現主義畫家和繪圖員，官方戰爭藝術家。[97]

### 25日
- 貢納爾·伯格（Gunnar Berg），80歲，瑞士出生的丹麥作曲家。
- 吉姆·布萊德韋瑟，62歲，美國職業棒球大聯盟球員（紐約洋基、芝加哥白襪）。[98]
- 雅克·卡斯特洛特，75歲，法國電影演員。
- Al Cherney，56歲，加拿大小提琴手，肺癌。[99]
- Yan Frenkel，68歲，烏克蘭作曲家和表演者。
- Sarjoo Pandey，69歲，印度政治家，人民院成員。
- 羅曼·帕萊斯特（Roman Palester），81歲，波蘭古典音樂作曲家。
- Jean-Louis Verdier，54歲，法國數學家（Verdier duality），車禍。
- 布朗文·華萊士（Bronwen Wallace），44歲，加拿大詩人和短篇小說作家，癌症。[100]
- A. J. Witono，64歲，印尼尼西亞官和外交官，駐日本大使。[101]

### 26日
- Hans Børli，70歲，挪威詩人和作家。[102]
- 胡安妮塔·布魯克斯（Juanita Brooks），91歲，美國歷史學家和作家，阿爾茨海默病。[103]
- 尼克·努喬，87歲，美國政治家，佛罗里达州坦帕市市長。[104]
- 欧文·斯通，86歲，美國作家（梵谷傳、痛苦與狂喜），心力衰竭。[105]

### 27日
- Gloria Milland，48歲，義大利女演員。
- Ramnandan Mishra，83-84歲，印度獨立鬥士。
- 包尔汉·沙希迪（Burhan Shahidi），94歲，俄羅斯出生的中國政治家，新疆省長。[106]
- 比爾·雪麗，68歲，美國男高音、演員和製片人（睡美人、窈窕淑女），肺癌。[107]

### 28日
- 约瑟夫·艾尔索普，78歲，美國記者和報紙專欄作家，中央情报局特工，肺癌。[108]
- 羅伯特麥金托希（Robert Macintosh），91歲，紐西蘭出生的英國麻醉師。[109]
- Ondine，52歲，美國演員，愛滋病患者。
- 約翰·斯特普托（John Steptoe），38歲，美國作家和兒童讀物、愛滋病插畫家。[110]

### 29日
- Giorgio di Sant' Angelo，66歲，阿根廷出生的美國時裝設計師，患有肺癌。[111]
- Pua Kealoha，86歲，夏威夷出生的美國游泳運動員和奧運會金牌得主。[112]
- 洛倫佐·納塔利（Lorenzo Natali），66歲，義大利政治家，公共工程部長。[113]
- 彼得·斯科特爵士，79歲，英國鳥類學家、環保主義者和奧運會帆船獎牌得主，心臟病發作。[114]

### 30日
- 喬·柯林斯，66歲，美國職業棒球大聯盟球員（紐約洋基）。[115]
- 喬·德·桑蒂斯，80歲，美國演員和雕塑家（八月的寒風），肺病。[116]
- 西摩·克里姆（Seymour Krim），67歲，美國作家，自殺。[117]
- 丁卡爾·梅塔（Dinkar Mehta），81歲，印度政治家和工會成員，印度共产党領袖，艾哈迈达巴德市長。[118]
- 丁克·羅伯茨，94歲，美國班卓琴演奏家
- 多蘿西·希夫（Dorothy Schiff），86歲，美國女商人，紐約郵報的擁有者和出版人。[119]
- Ekkehard Tertsch，83歲，西班牙裔奧地利記者和納粹外交官。

### 31日
- Maribel Arrieta，55歲，薩爾瓦多電視主持人和模特，1955 年薩爾瓦多小姐，癌症。[120]
- 蜜雪兒·卡斯切拉，96歲，義大利藝術家。[121]
- Moe Dalitz，89歲，美國黑幫、商人和賭場老闆，心力衰竭和腎衰竭。[122]
- 米奇·霍克斯（Mickey Hawks），49歲，美國搖滾歌手和鋼琴家。
- 弗拉基米爾·利陶爾（Vladimir Littauer），97歲，俄羅斯和美國騎馬大師和作家。[123]
- 克雷爾·盧斯（Claire Luce），85歲，美國舞臺和銀幕女演員、舞蹈家和歌手（逆流而上、秘密命令下）。[124]
- 斯基特·紐瑟姆，78歲，美國職業棒球大聯盟球員（費城田徑隊、波士頓紅襪）。[125]
- Gerhard Scholz，85歲，德國教授和作家（语文学、德國研究)
- Heen Banda Udurawana，88歲，斯里蘭卡政治家，錫蘭參議院議員。[126]
- 露絲·伍德，73歲，英國賽馬擁有者，葉森打吡大賽冠軍。

### 未知日期
- 比爾·安斯利，55歲，南非藝術家。[127]